# Seth Carr
Seth Banee Carr (Anaheim, California, 16 de agosto de 2007) es un actor estadounidense. Es conocido por su papel del joven Killmonger en la película Black Panther (2018), y por su primer papel protagónico en la película de Netflix The Main Event (2020).

## Biografía y carrera
Nació el 16 de agosto de 2007 en Anaheim, California. Comenzó su carrera a los 3 meses de edad como modelo bebé. Bajo la gestión de la compañía de teatro y actuación TalentWorks, la carrera de Carr creció y se convirtió en actor.

## Filmografía

### Películas
| Año  | Título             | Papel            |
| ---- | ------------------ | ---------------- |
| 2013 | Her                | Niño 747         |
| 2015 | Terminator Genisys | Niño             |
| 2018 | Black Panther      | Joven Killmonger |
| 2018 | Breaking In        | Glover Russell   |
| 2020 | The Main Event     | Leo              |

### Televisión
| Año       | Título                          | Papel                      | Notas                |
| --------- | ------------------------------- | -------------------------- | -------------------- |
| 2014      | Ray Donovan                     | Hijo de Cookie/Alfonse     | 1 episodio           |
| 2015      | Days of Our Lives               | Randy                      | 1 episodio           |
| 2015      | Hot in Cleveland                | Charlie                    | 1 episodio           |
| 2016      | Code Black                      | Zane Jacobson              | 1 episodio           |
| 2016-2017 | Brooklyn Nine-Nine              | Joven Holt                 | 3 episodios          |
| 2017      | Superstore                      | T’oliver                   | 1 episodio           |
| 2017      | Bosch                           | Joe Edgar                  | 7 episodios          |
| 2018-2019 | Knight Squad                    | Fizzwick                   |                      |
| 2019      | Free Rein                       | Aaron                      | 10 episodios         |
| 2019      | 9-1-1                           | Leo                        | 1 episodio           |
| 2021-2022 | The Mysterious Benedict Society | George "Sticky" Washington | Papel principal      |
| 2022      | Oni: Thunder God's Tale         | Calvin                     | Voz; Papel principal |